# Oleria aegineta
Espèce
Oleria aegineta est une espèce d'insectes lépidoptères, un papillon diurne appartenant à la famille des Nymphalidae, sous-famille des Danainae, à la tribu des Ithomiini, sous-tribu des Oleriina et au genre Oleria.

## Dénomination
Oleria aegineta a été décrit par l'entomologiste britannique William Chapman Hewitson en 1869 sous le nom initial d'Ithonia aegineta.

### Sous-espèces
- Oleria aegineta aegineta ; présent en Équateur.
- Oleria aegineta cleobulina (Hewitson, 1876) ; présent en Bolivie.
- Oleria aegineta inelegans (Hewitson, 1877) ; présent en Équateur.
- Oleria aegineta ssp ; présent au Pérou[1].

## Écologie et distribution
Oleria  aegineta est présent  en Équateur, au Pérou et en Bolivie.

### Protection
Pas de statut de protection particulier.